# Proves atlètiques combinades
Les proves atlètiques combinades conformen un dels tres apartats en què es classifiquen les proves d'atletisme, juntament amb les curses i els concursos (salt atlètic i llançament atlètic). En aquest cas, es tracten de "conjunts" d'algunes de les curses i concursos.
Les principals especialitats són:
- El decatló, en què es realitzen les següents deu proves: (primer dia) 100m llisos, salt de llargada, llançament de pes, salt d'alçada, 400m llisos; (segon dia) 110m tanques, llançament de disc, salt amb perxa, llançament de javelina i 1500m. Aquesta prova només és masculina.
- L'heptatló, en què es realitzen les següents set proves: (primer dia) 100m tanques, salt d'alçada, llançament de pes, 200m llisos; (segon dia) salt de llargada, llançament de javelina i 800 metres llisos. Aquesta prova només és femenina.

Altres proves combinades són:
- Pentatló (aire lliure), combinació de cinc proves.
- Pentatló (pista coberta), combinació de cinc proves.
- Triatló, combinació de tres proves.